# Nagasakikathaai
De nagasakikathaai (Halaelurus buergeri) is een vissensoort uit de familie van de Pentanchidae. De wetenschappelijke naam van de soort is voor het eerst geldig gepubliceerd in 1838 door Müller & Henle.